# S/2003 J 12
S/2003 J 12 là một vệ tinh tự nhiên của Sao Mộc, và là một trong những vệ tinh tự nhiên nhỏ nhất trong Hệ Mặt trời. Nó được khám phá bởi đội các nhà thiên văn từ Đại học Hawaii dẫn đầu bởi Scott S. Sheppard vào năm 2003.
S/2003 J 12 có đường kính khoảng  1 km, và quay quanh Sao Mộc với một khoảng cách trung bình 21.600 Mm trong 647 ngày, ở một độ nghiêng quỹ đạo 155° so với mặt phẳng hoàng đạo, chuyển động theo hướng nghịch với vật thể trung tâm của nó và có độ lệch tâm là 0,366. Ban đầu người ta cho rằng nó nằm trong cùng của các vệ tinh chuyển động theo hướng nghịch của Sao Mộc, nhưng các quan sát phục hồi cho thấy nó là một thành viên bình thường của nhóm Ananke.

Hoạt ảnh nhấp nháy của S/2003 J 12 trong các hình ảnh chụp trước CFHT từ tháng 12 năm 2001

Hình ảnh Recovery của S/2003 J 12 được CFHT chụp vào tháng 8 năm 2011

Vệ tinh này chưa hề được quan sát thấy kể từ khi phát hiện ra nó vào năm 2003 và được coi là đã biến mất cho đến năm 2020, khi nó được phục hồi trong các bức ảnh CFHT lưu trữ từ năm 2001-2011 bởi nhà thiên văn nghiệp dư Kai Ly. Sự phục hồi của vệ tinh này được Minor Planet Center công bố vào ngày 13 tháng 1 năm 2021.